# 維利諾安德里伊夫卡
47°57′56″N 35°8′42″E / 47.96556°N 35.14500°E
維利諾安德里伊夫卡（羅馬化：Vilnoandriivka）是位於烏克蘭東南部的村莊，由扎波羅熱州扎波羅熱区的米哈伊利夫卡市鎮負責管轄。該村處於第聶伯河左岸，面積0.504平方公里，2013年人口941。